# Latérite

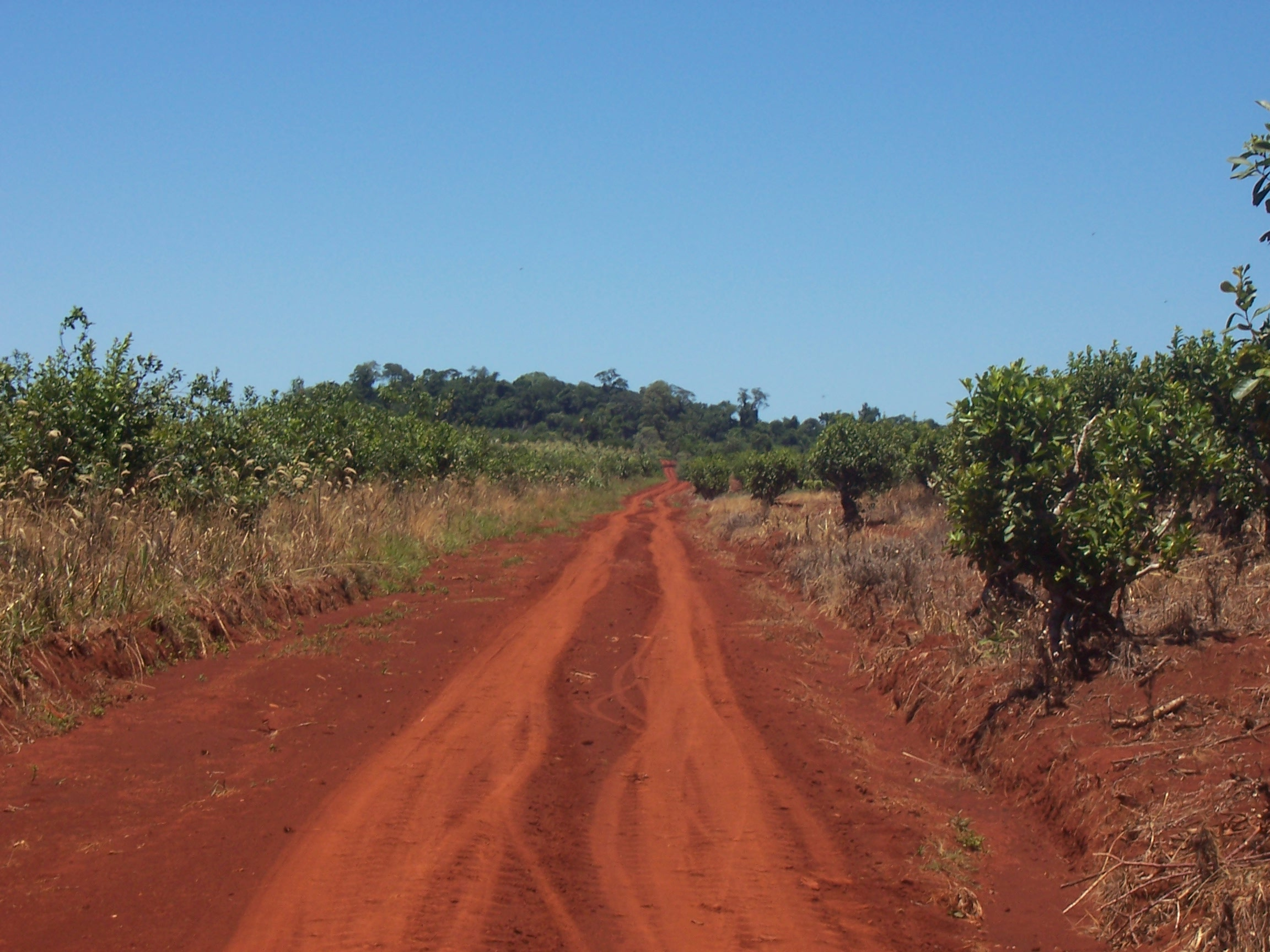
Un chemin de terre dans la province de Misiones dans le nord de l'Argentine.

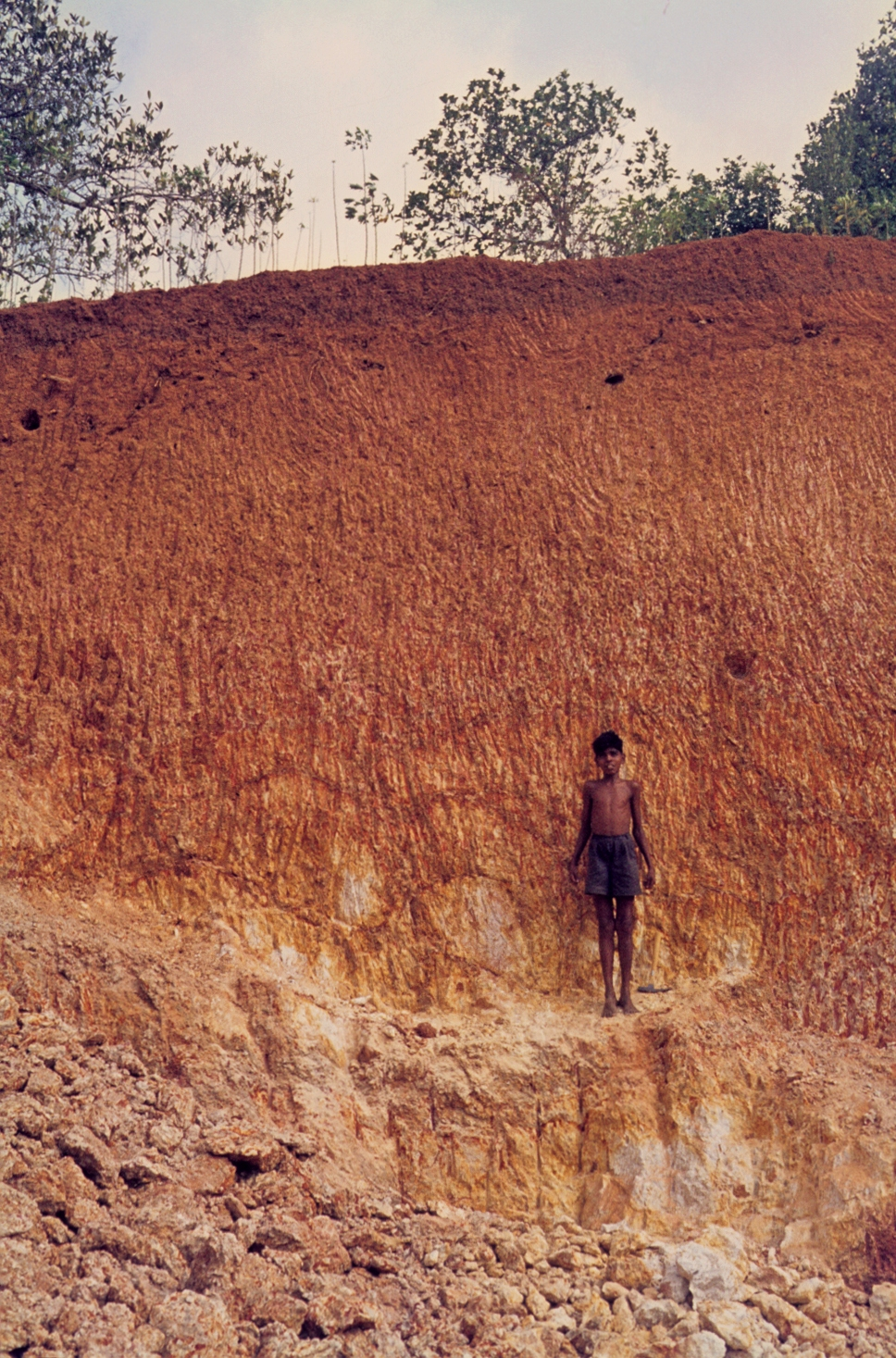
Un profil latéritique : transition depuis le bas, un saprolite meuble vers une fine latérite indurée marron, le tout sous un sol latéritique (Inde).

La latérite (du latin later, brique) est une roche rouge ou brune, qui se forme par altération des roches sous les climats tropicaux. Au sens large, elle désigne l'ensemble des matériaux, meubles ou indurés, riches en hydroxydes de fer ou en hydroxyde d'aluminium, qui constituent les sols, les horizons superficiels et les horizons profonds de profil d'altération. On trouve des latérites surtout en milieu intertropical. Elles recouvrent 33 % des continents.
La latérite désigne un matériau induré utilisé pour la construction d'édifices dans les régions tropicales.
Les sols latéritiques sont des sols maigres, lessivés et appauvris en silice et en éléments nutritifs fertilisants (calcium, magnésium, potassium, sodium). La végétation, comme les grandes forêts équatoriales, est cependant abondante sur ces sols, bien que fragile.
Le fer oxydé donne une couleur rouge aux latérites. La présence d'alumine Al2O3 fait de certaines latérites appelées bauxites le principal minerai d'aluminium.
C'est aussi une réserve importante d'aquifères, les sols latéritiques filtrant environ 50 % de l'écoulement global.

## Dénomination

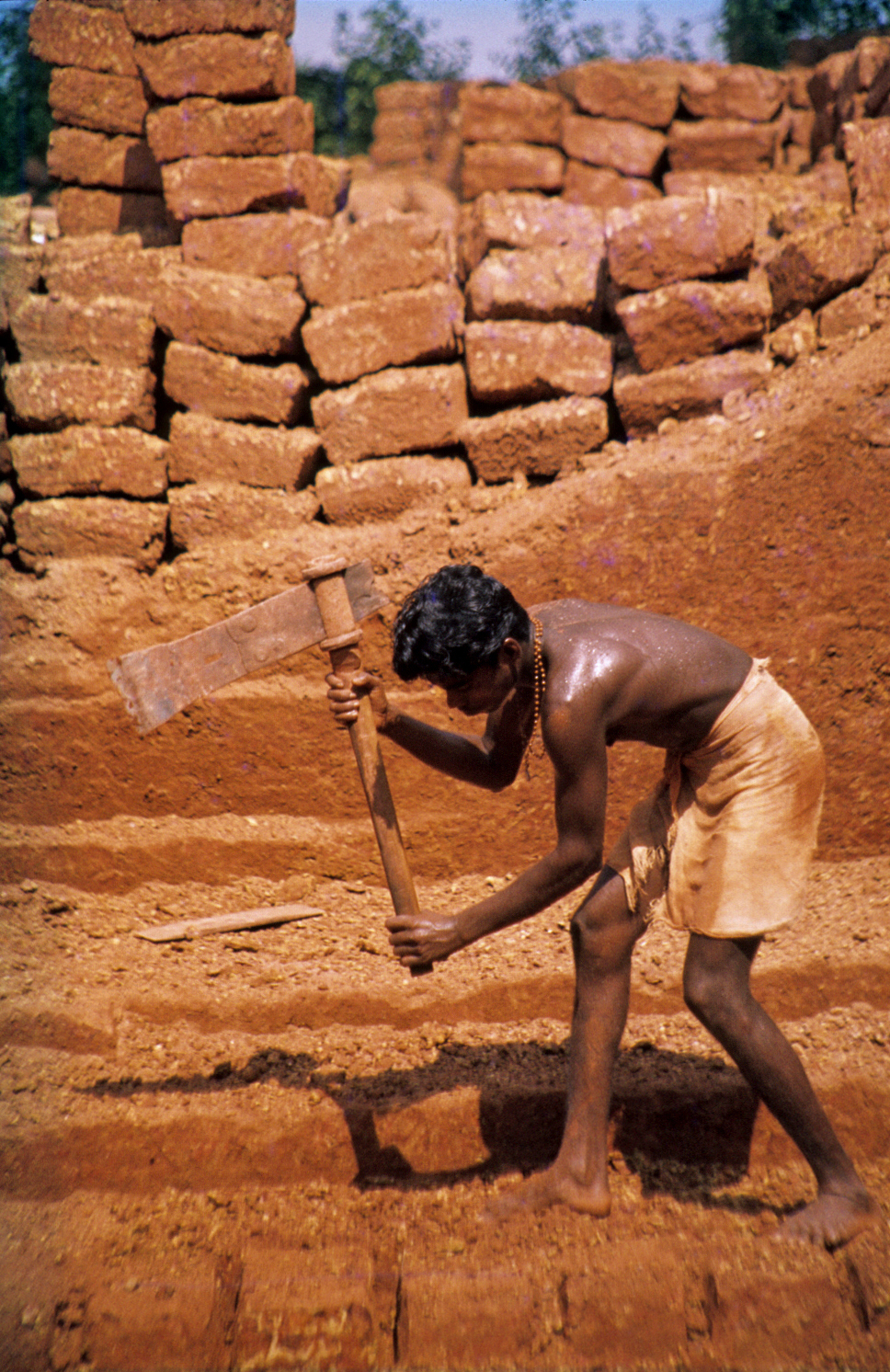
Fabrication de briques de latérite en Inde.

Le terme de latérite est attribué à Francis Buchanan-Hamilton (1807) pour décrire un matériau argileux servant à la construction dans les régions montagneuses de Malabar en Inde. Ce matériau y présente l'aspect d'un dépôt ferruginisé, situé à faible profondeur dans le sol. Lorsqu'il est récent, il peut être facilement découpé en blocs réguliers à l'aide d'un instrument tranchant. Exposé à l'air libre, il durcit rapidement et résiste alors remarquablement aux agents météorologiques. Il en résulte son emploi comme matériau de construction comparable à celui des briques. Dans les langues locales, ces formations sont appelées « terre à brique », le mot latérite n'étant qu'une transposition latine, later signifiant brique. Les latérites de couleur rouille sont composées majoritairement de kaolinite et d'oxyde de fer (goethite et hématite), qui peuvent s'éclaircir ou s'assombrir suivant le milieu. Toutefois le terme recouvre des notions diverses qui obligent désormais à parler de latérites plutôt que d'une latérite. Un monument bâti en latérite dans le Kerala par la Commission géologique de l'Inde fait mémoire de la découverte de Hamilton.

## Formation
Les latérites se forment à partir de tout type de roche lorsque le climat est chaud et humide sur une longue période. Il se forme cependant autant de types de latérites qu'il y a de roches d'origine.
Lors de l'altération, les minéraux de base les plus instables disparaissent (comme les feldspaths), tandis que les ions les plus solubles s'échappent en solution. Ceux qui restent sur place forment de nouvelles roches.

### Minéraux altérés

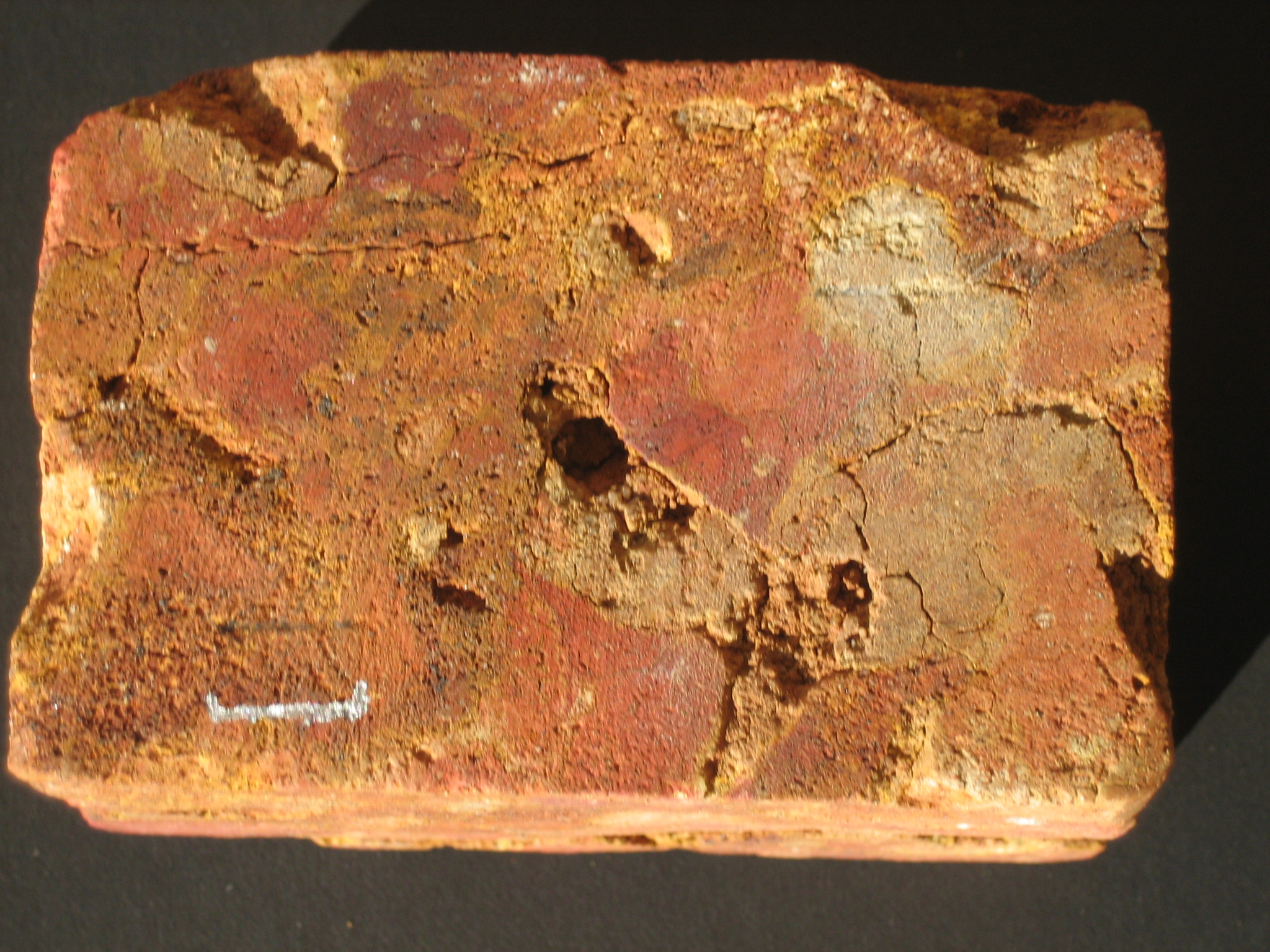
Brique de construction en latérite (Inde, échelle 1 cm). Le terme latérite provient du latin later qui signifie « brique ».

Les principaux minéraux altérés sont des silicates, le quartz (silice), et des carbonates :
- Les nésosilicates et inosilicates ferromagnésiens : olivine, péridots, pyroxènes, amphiboles. Ils libèrent des ions Fe, Mg, Ca et contribuent à la néoformation d'oxyhydroxydes.
- Les micas : ils libèrent les ions K et Fe. Les biotites et muscovites donnent des glauconites, qui se transforment en illites puis en montmorillonites de dégradation.
- Les tectosilicates : feldspaths, qui donnent lieu à une néoformation d'argiles en climat chaud humide, ou qui libèrent juste des produits solubles et amorphes en climat froid ou tempéré.
- Le quartz : connu pour sa très forte résistance à l'altération, il peut être trouvé avec un taux de lessivage allant jusqu'à 20 % en climat tropical. Dans ces conditions, la silice beaucoup plus soluble et mobile que les oxydes de fer et d'aluminium, est de ce fait lessivée préférentiellement.
- Les carbonates : calcite, dolomite, qui libèrent des ions bicarbonates (HCO3−) et déposent les impuretés argileuses qu'elles pouvaient contenir.

### Minéraux formés
L'altération des roches à l'origine des sols latéritiques donne lieu à la création de complexes d'altération de deux formes :
- les phyllosilicates : les argiles (les types d'argiles formées dépendent du taux de lessivage subi par la roche),
- les hydroxydes de fer (limonite, goethite…) et d'aluminium (gibbsite…). La bauxite est ainsi le principal minerai d'aluminium.

## Caractéristiques des latérites

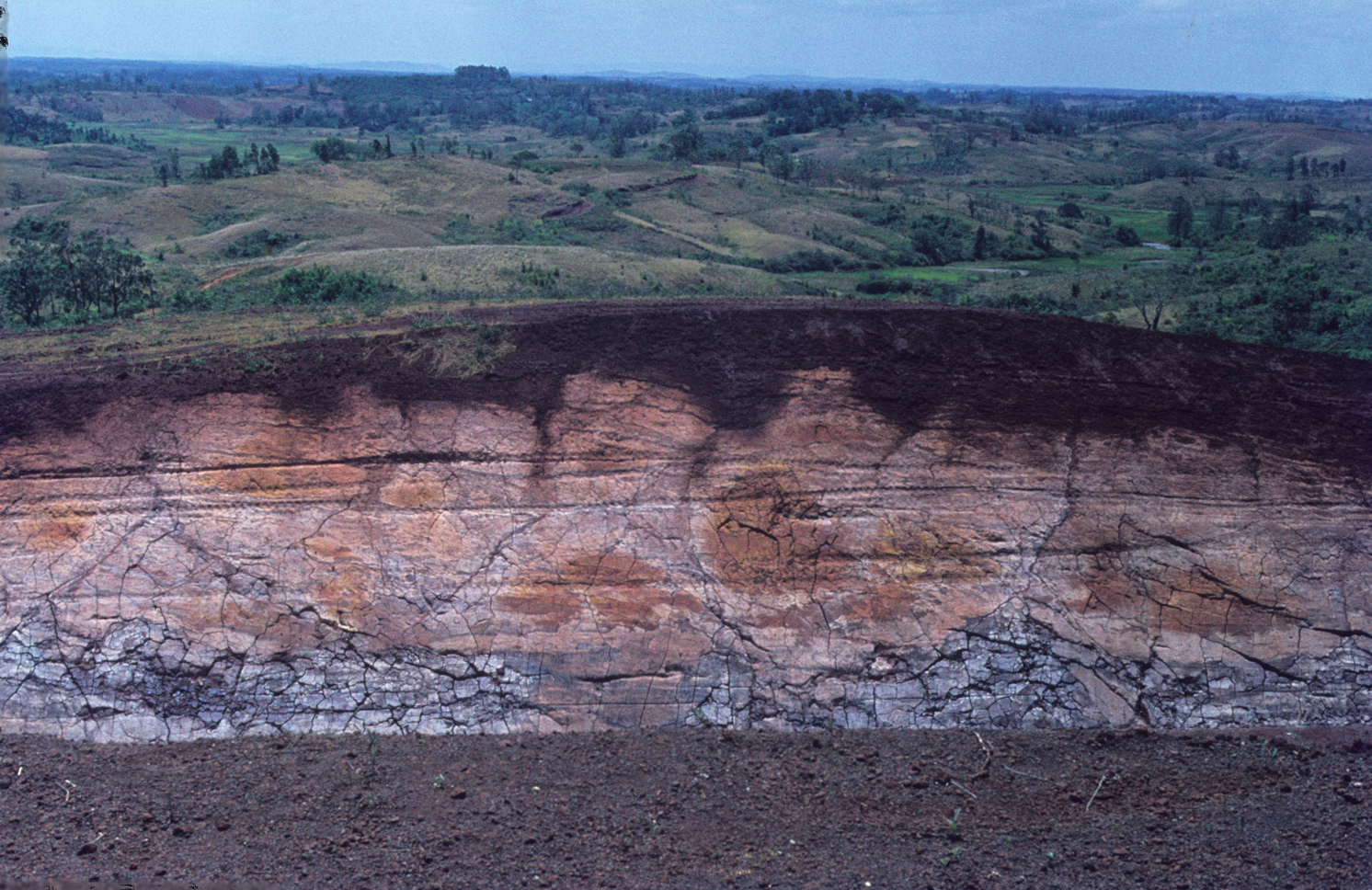
Altération irrégulière d'un tuf basaltique (blanchâtre) en saprolite (jaunâtre) et latérite (marron foncé), en section géologique. Vangaindrano (Madagascar).

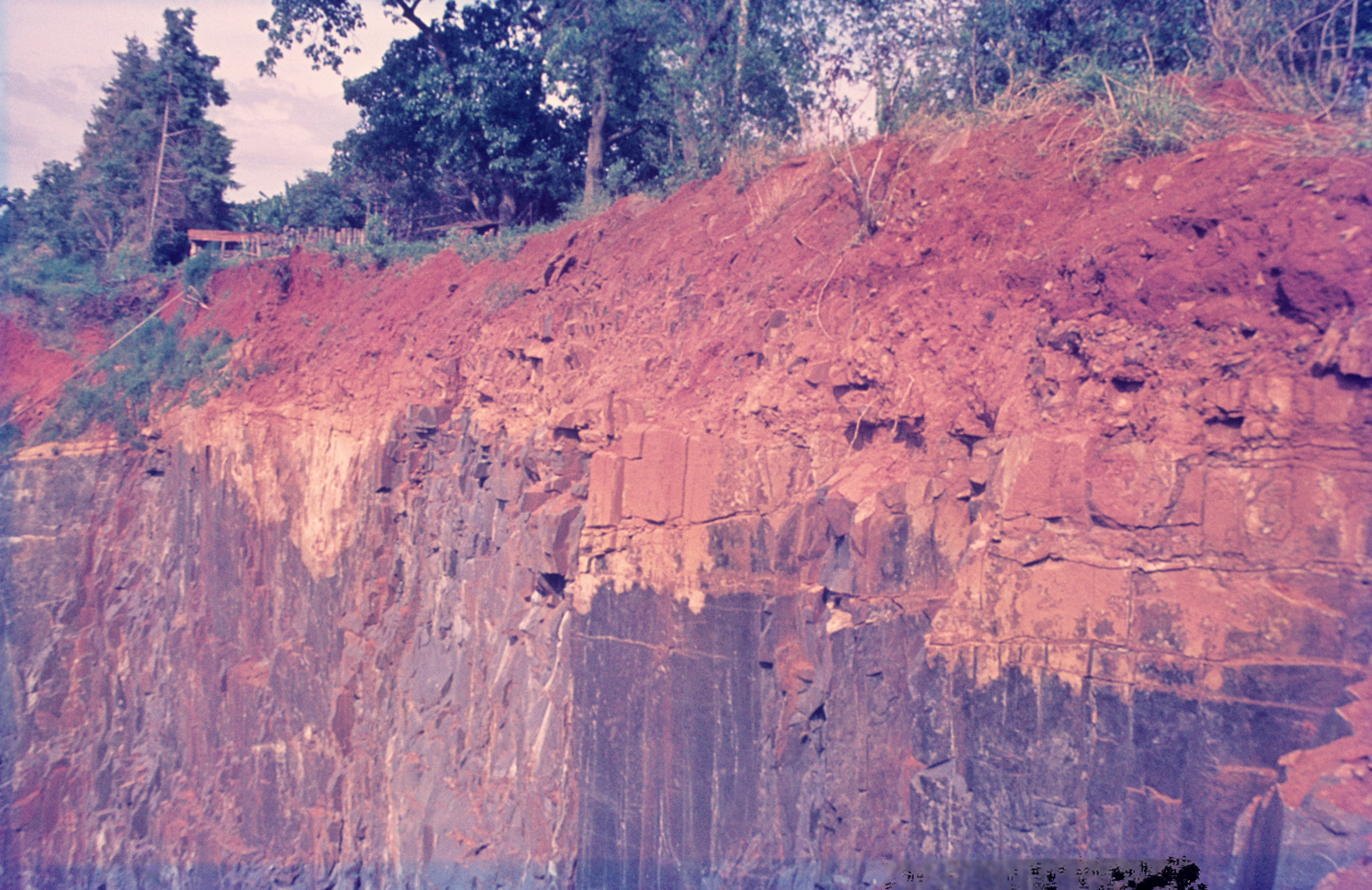
Formation latéritique sur du basalte, Brésil.

### Profil latéritique typique
Un profil d'altération typique des massifs latéritiques contient les grands ensembles suivants (du haut vers le bas du profil d'altération) :
- Cuirasse et carapace : formation massive d'oxydes de fer et d'aluminium, quartz, kaolinite ;
- Formation tachetée : formation nodulaire d'oxydes de fer et d'aluminium, quartz, kaolinite ;
- Saprolithe fine ou lithomarge : zone saturée d'eau à quartz, marquée par la prédominance des minéraux secondaires d'altération ;
- Saprolithe grossière ou arène : formation dominée par la nature de la roche-mère, possédant des fragments de roche et des minéraux primaires en grains séparés ;
- Roche mère silico-alumineuse.

Le taux d'altération chimique est d'autant plus élevé que l'on se trouve haut dans le profil, et la présence d'argiles y est d'autant plus marquée.
Les épaisseurs ont des tailles variables, comprises entre quelques mètres et plus de 100 mètres.

### Minéraux des latérites
On trouve les minéraux secondaires néoformés suivants :
- de fer : limonite, ferrihydrite, goethite, hématite ;
- d'aluminium : gibbsite, cliachite, boehmite, corindon, cliaspore ;
- de titane : anatase ;
- de manganèse : pyrolusite, manganite ;
- de silicium : allophane, imogolite, halloysite, kaolinite, ferrikaolinite.

Il faut également citer les solutions solides obtenues par mélange de pôles : goethite alumineuse, hématite alumineuse… Certains minéraux primaires très peu altérables peuvent être trouvés : quartz, rutile, zircon, et or natif.

### Néoformation d'argiles

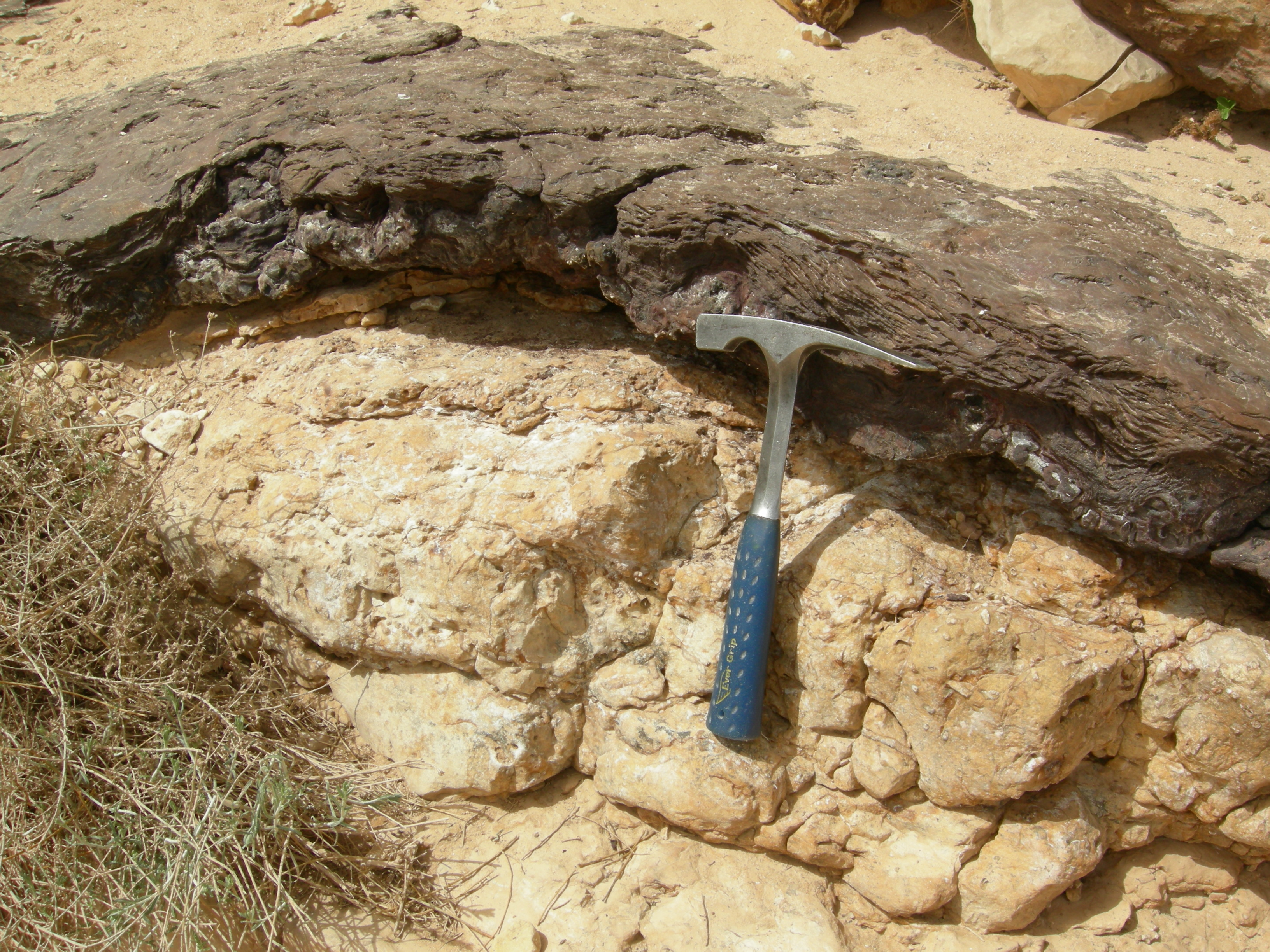

D'après Yves Tardy (1997), il existe trois séquences d'altération différentielles des minéraux primaires, qui contrôlent la formation des différentes argiles. Plus un minéral primaire est fragile, plus le stade d'altération atteint est avancé. Les facteurs qui contrôlent la nature des argiles néoformées sont le taux de lessivage, le confinement du milieu, le climat et la topographie. Par exemple, au sommet d'un profil se forment des kaolinites, de la gibbsite, car le lessivage y est très fort et donc l'hydrolyse efficace. À la base au contraire, le lessivage est faible et des illites et chlorites se forment si le milieu est acide. En milieu acide se forment des smectites et palysépioles.

## Processus d'altération et pédogenèse

### Théories sur le développement des latérites
Diverses théories tentent d'expliquer le développement des sols latéritiques :
- Résidus : les latérites se développeraient sur une roche-mère saine après une très longue période d'altération et d'exposition à un climat aride. Un tel développement nécessite une très grande quantité de roches pour produire suffisamment de fer résiduel sous forme d'oxydes, comme l'hématite ou la goethite. Cette théorie est la plus couramment admise.
- Horizon de sol : cette théorie consiste en la précipitation directe au-dessus de la zone de fluctuation de la nappe d'eau. Cependant, elle n'est pas réaliste dans le cas des latérites très épaisses.
- Dépôt : les dépôts de fer et d'aluminium se formeraient à partir d'ions en solution. Ceci serait valable pour les latérites bréchiques ou constituées d'agrégats pisolithiques, mais n'expliquerait pas le cas des latérites massives.
- Nappes influencées par les conditions de surface : les latérites se formeraient par altération de la roche-mère, du fait d'eaux acides issues de marécages ou enrichies en acides organiques par l'action des végétaux.

La vérité se trouverait dans une conjonction de ces différents mécanismes, chacun jouant avec plus ou moins grande importance.

### Formation des complexes d'altération
Le développement des complexes d'altération est mal compris. Diverses théories ont cours :
- Héritage : il s'agirait d'une simple microdivision des éléments sans transformation chimique ;
- Transformation chimique mineure : les minéraux perdraient une partie des ions mobiles tout en conservant leur structure, par exemple une transition mica - argile ;
- Néoformation : des ions seraient perdus par des minéraux, ainsi que leur structure. Les éléments restants recristalliseraient in situ.

### Altération géochimique
Le mécanisme chimique mis en jeu dans l'altération des roches saines donnant des latérites est l'hydrolyse totale. La réaction est une destruction de tous les minéraux primaires et une libération de leurs constituants, une élimination des cations essentiels et d'une partie du silicium, ainsi qu'une insolubilisation et une accumulation relative des oxyhydroxydes d'aluminium et de fer. Sur cette réaction influent la valeur du pH et le drainage local, ainsi que le temps d'exposition.

## Différents profils latéritiques

### Types de sols
Trois grands types de sols constituent les horizons latéritiques : les sols ferrugineux, les sols ferralitiques et les ferrisols.

### Carapaces
La carapace est la partie d'un profil d'altération située juste en dessous de la cuirasse, et constitue une zone de prélude au cuirassement. La carapace est une formation tachetée, dans laquelle les zones claires sont riches en quartz et les taches de rubéfaction dues à la kaolinite. Le fond matriciel peut être jaune, rose ou rouge. Au fur et à mesure que l'on monte dans le profil d'altération, les taches se nodulisent pour former des concrétions ferrugineuses.

### Cuirasses

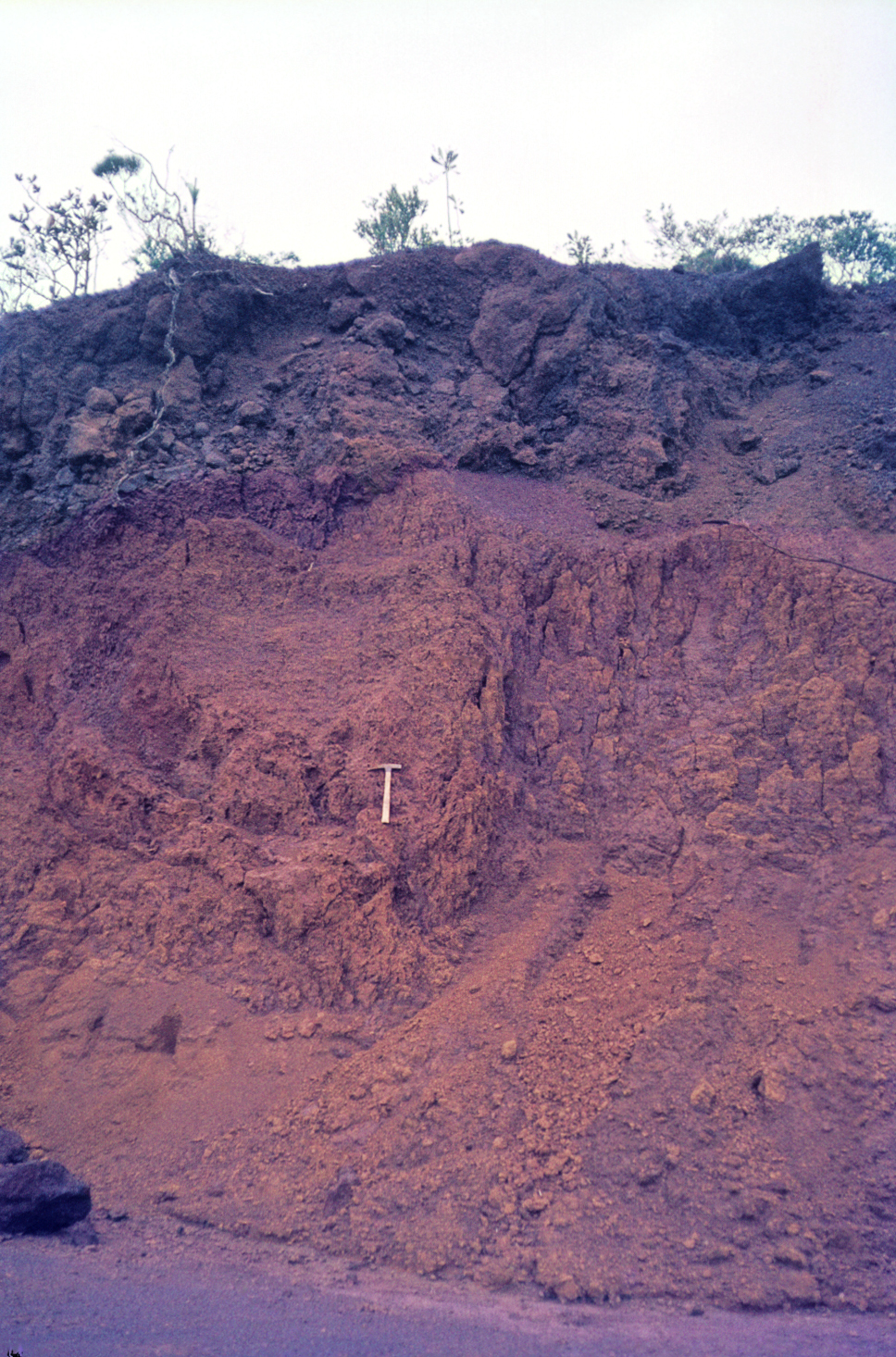
Limonite nickellifère sous une cuirasse latéritique. Yaté, Nouvelle-Calédonie (sur sous-sol ultramafique).

Le sommet des profils est très enrichi en fer (jusqu'à 75 % de Fe2O3), et très induré.
La transition entre carapace et cuirasse se fait par augmentation du nombre et de la taille des nodules, de l'incrustation de fer sur les parois, ainsi que la diminution des volumes vides, et des plages argileuses à goethite. La couleur de la matrice tend vers le rouge du fait de sa concentration en fer.
Les cuirasses directement soumises à l'érosion peuvent se dégrader. Cette dégradation est marquée par une augmentation de la taille des espaces vides et une individualisation des nodules.
La dégradation des nodules donne :
- Des granules, par dissolution sélective de l'hématite ;
- Des pisolithes, par hydratation ;
- Des gravillons, par séparation du fond matriciel.

## Utilisation des latérites

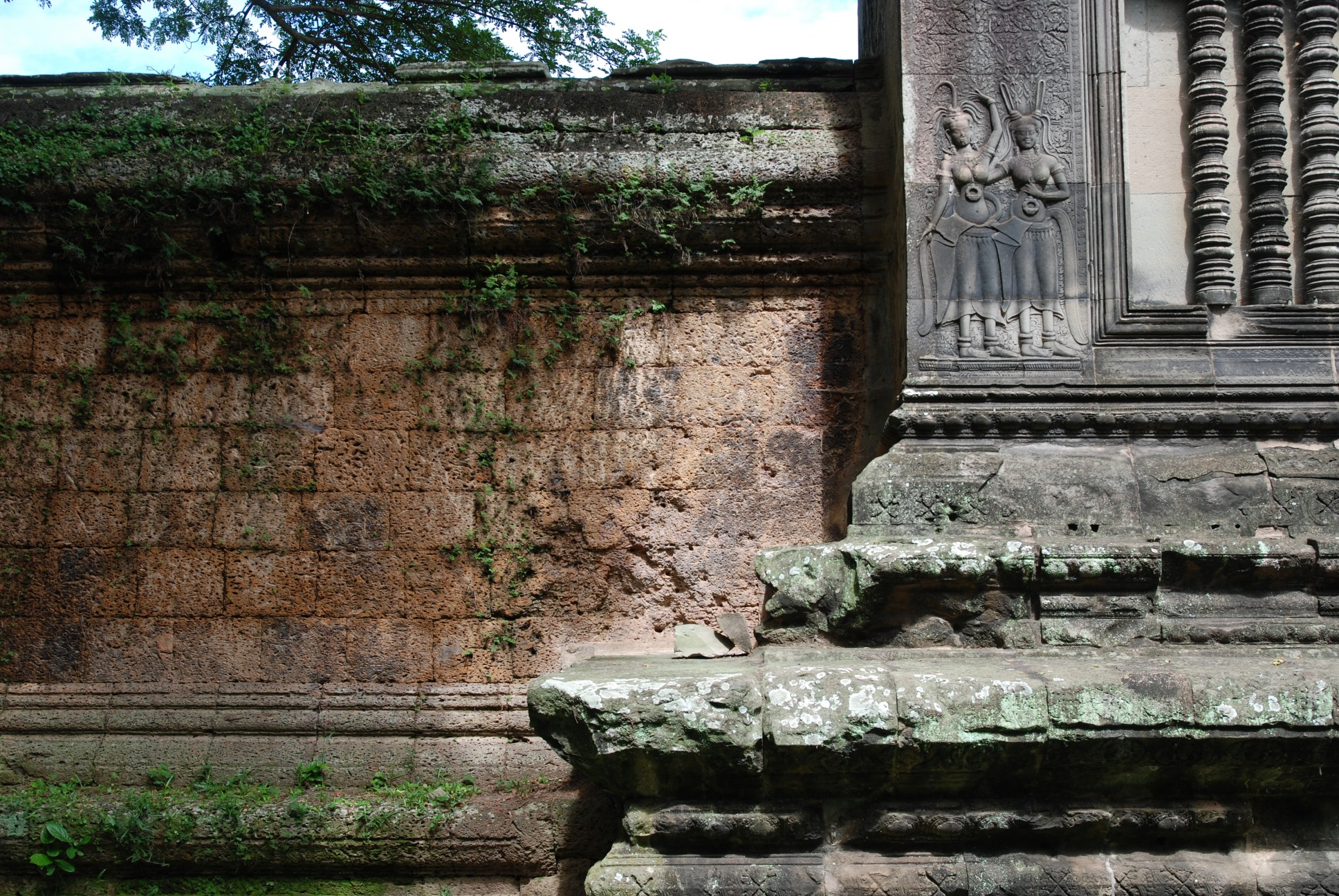
Mur en latérite (à gauche) à Angkor Vat (Cambodge).

### Matériau de construction
Les latérites servent à fabriquer des briques (later en latin veut dire brique) dans les pays tropicaux pour les pavements et la construction. Un grand nombre de temples d'Angkor qui datent du Moyen Âge sont construits en latérite et recouverts de grès.

### Reconstitution des paléoclimats
Cette roche sédimentaire permet de tracer la présence de climats chauds et humides à l'époque de sa formation.

### Minerai
La présence d'alumine Al2O3 fait de certaines latérites appelées bauxites le principal minerai d'aluminium.
En effet, lors de l'altération prolongée en climat tropical, la silice et la plupart des cations sont lessivés, tandis que les cations Fe3+ et Al3+ peu solubles et peu mobiles restent sur place et se concentrent dans des gîtes métallifères exploitables.

## Galerie

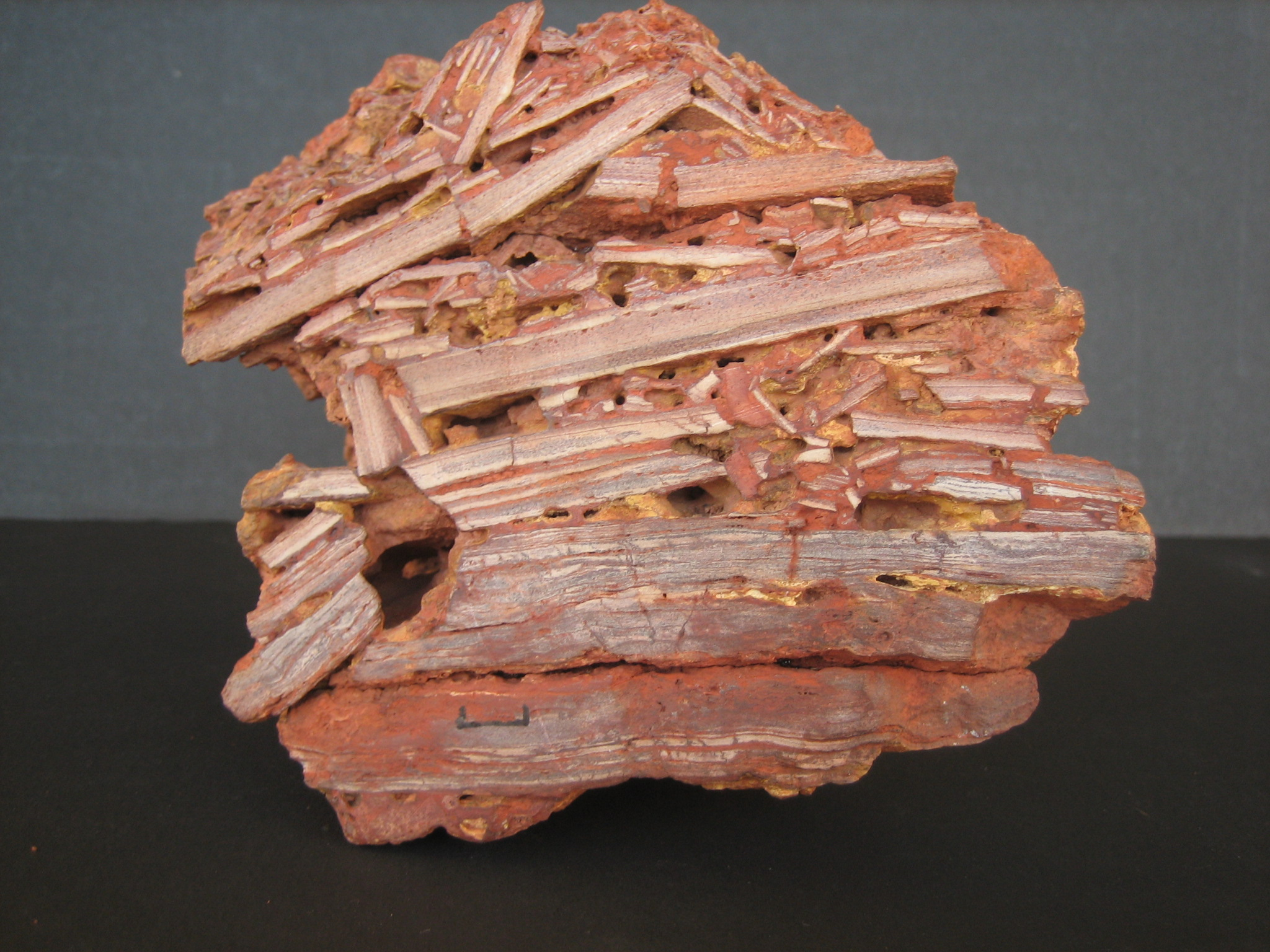
Reste de stratification dans de la bauxite.
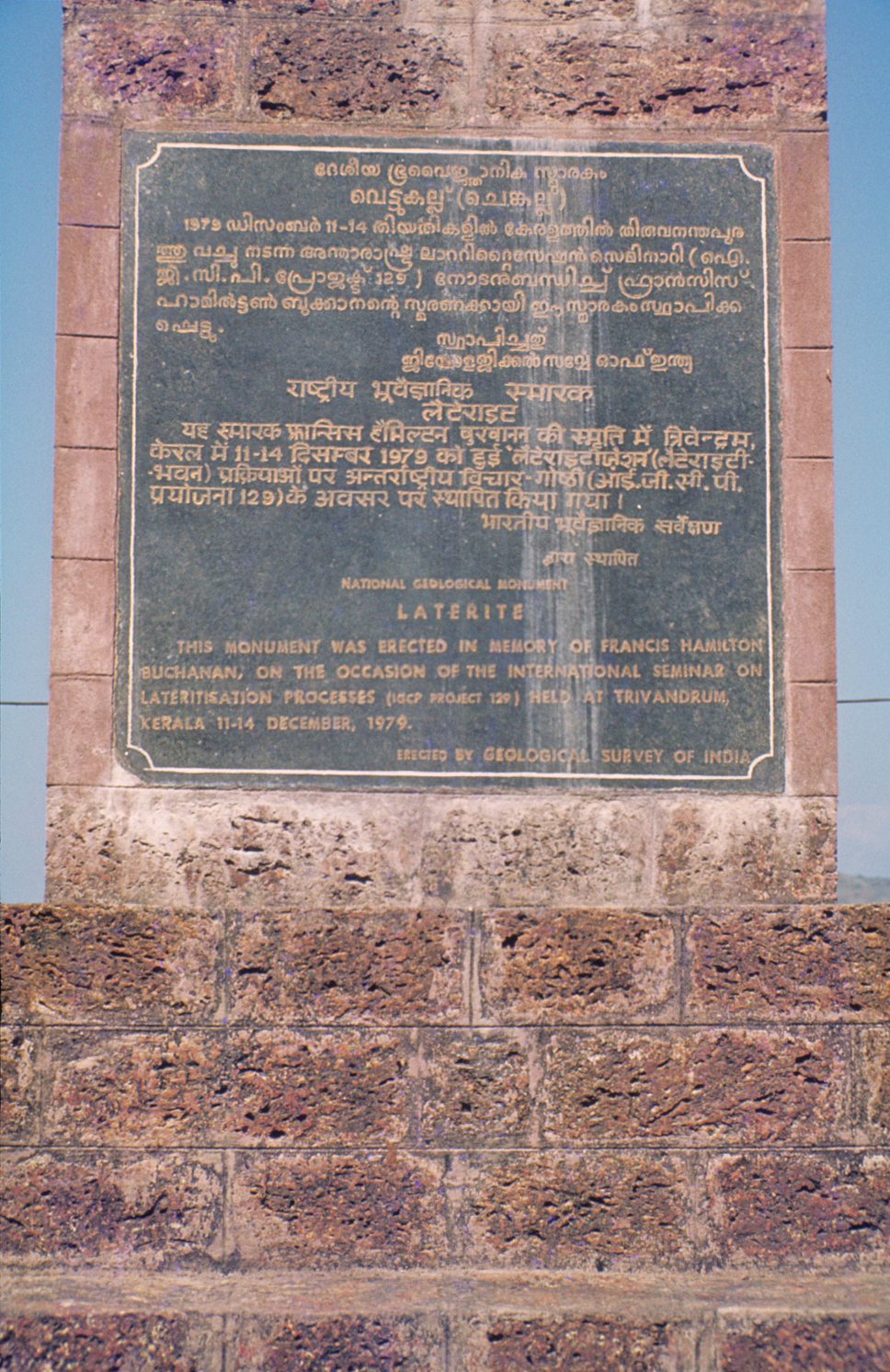
Monument en latérite (Inde).
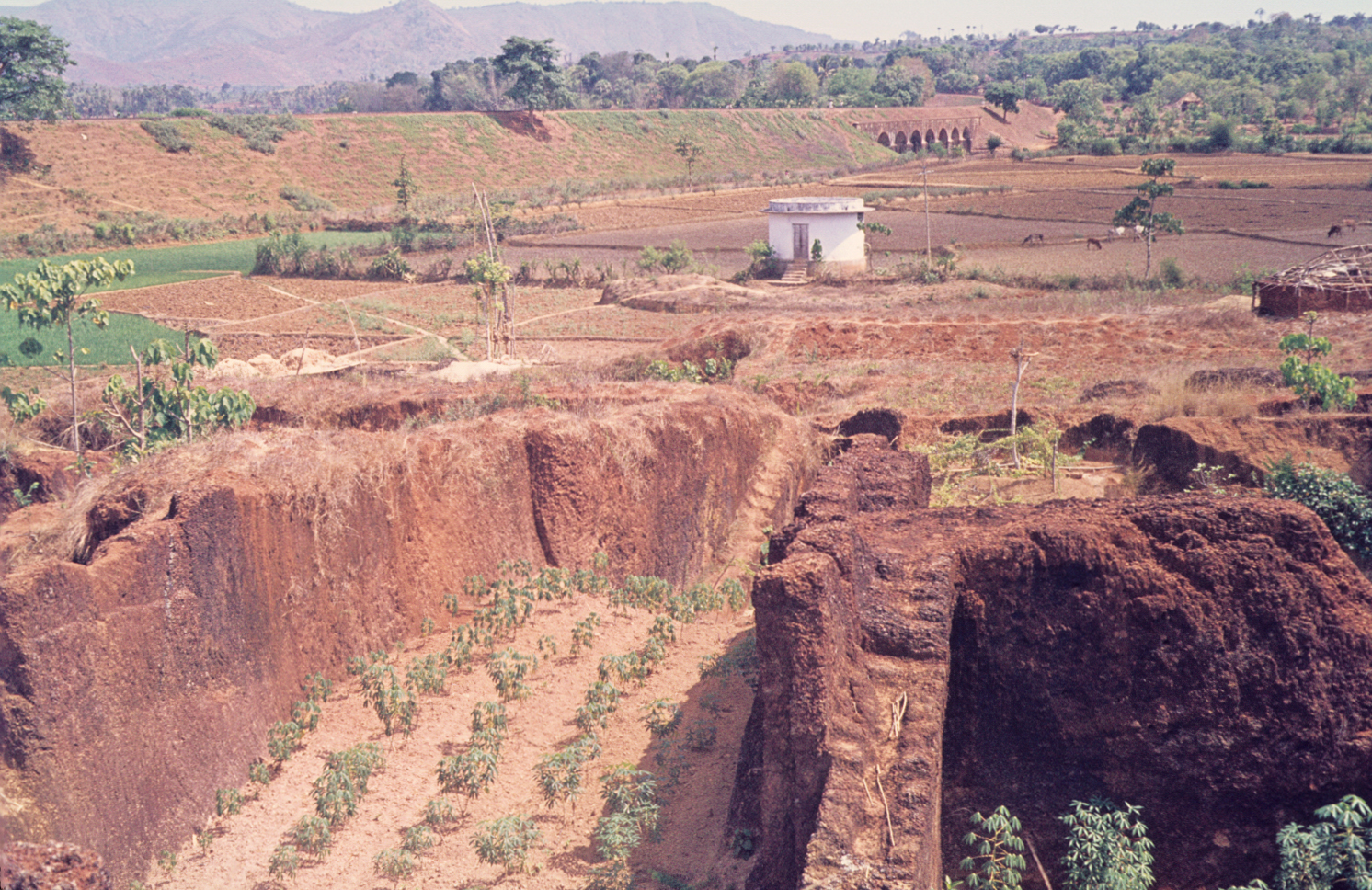
Carrière de latérite abandonnée (Inde).
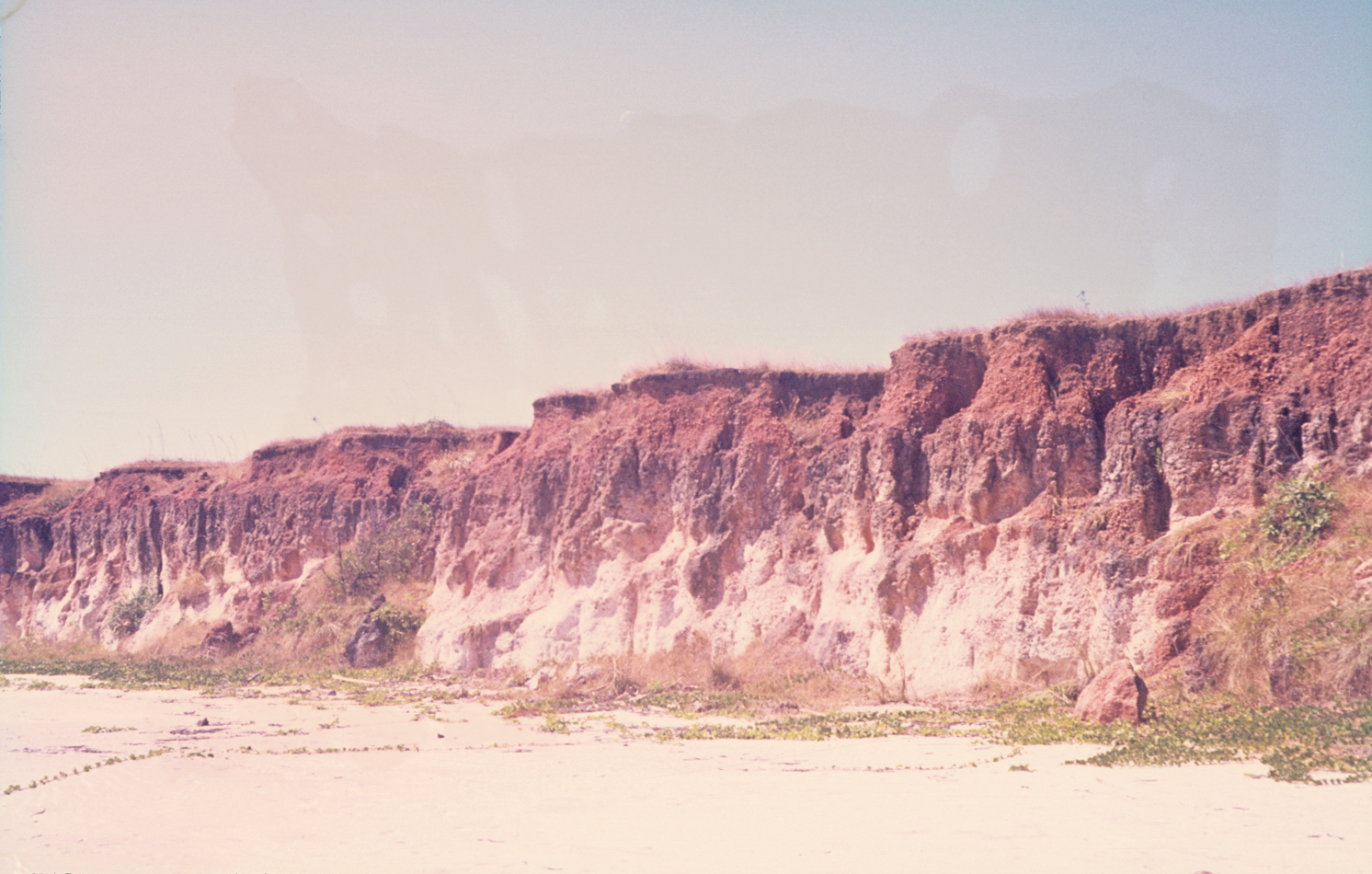
Couche de Bauxite autochtone sur un grès kaolinitique.
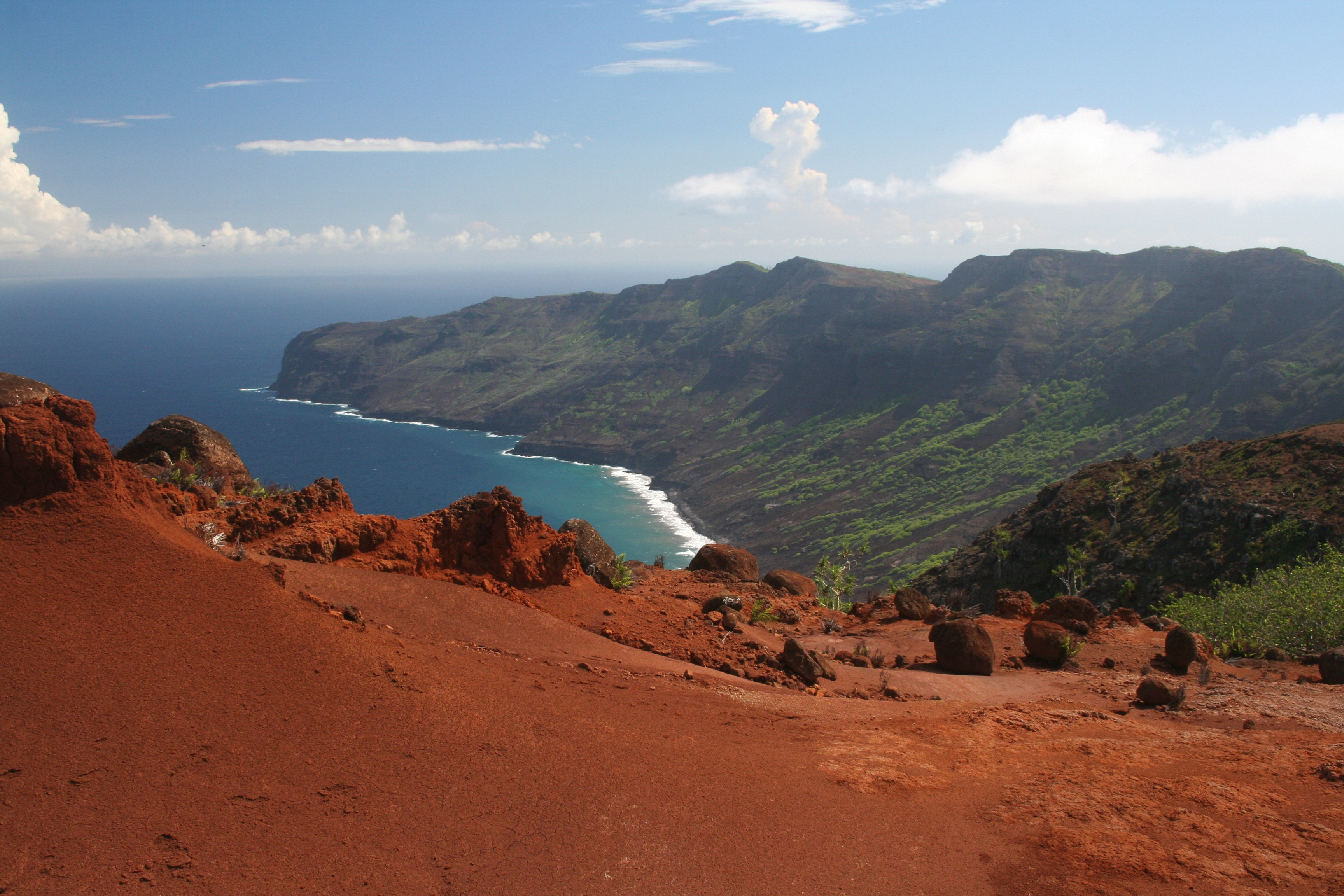
Sol latéritique aux îles Marquises, Polynésie française.
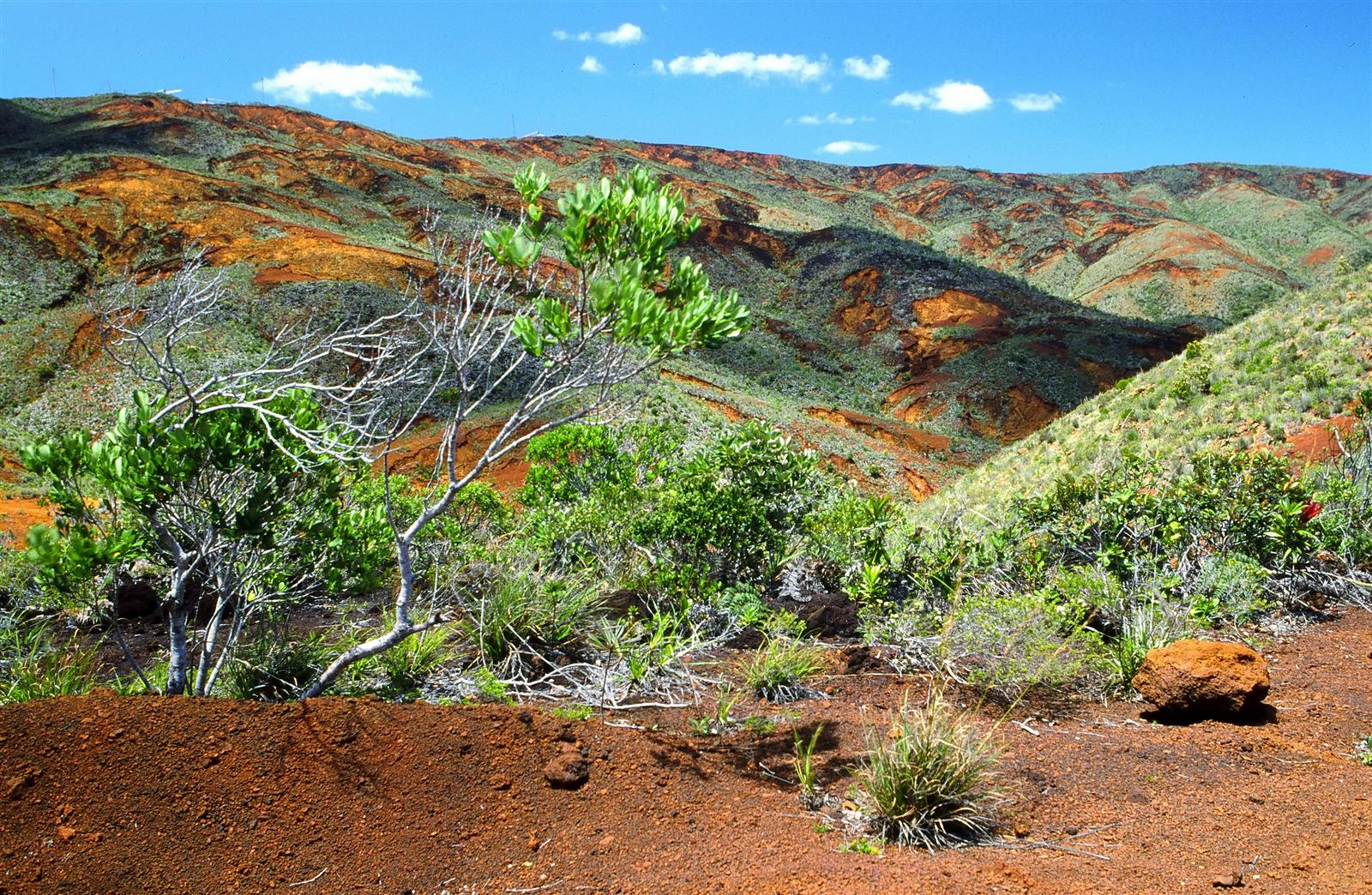
Végétation basse sur sol latéritique en Nouvelle-Calédonie.